# Sächsische Ostmark

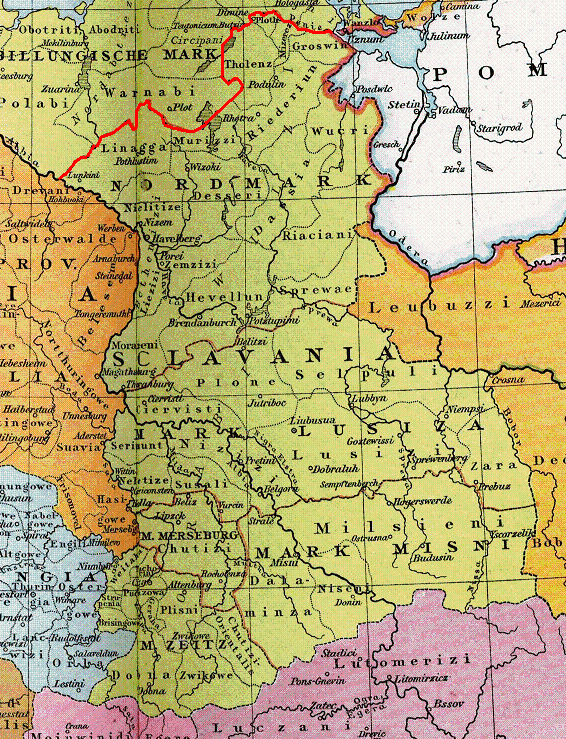
Darstellung des Gebietes einer „Sächsischen Ostmark“ um 965 als grüne Fläche begrenzt im Norden durch eine rote Linie auf der Grundlage einer Karte aus dem Allgemeinen Historischer Handatlas von Gustav Droysen aus dem Jahr 1886.

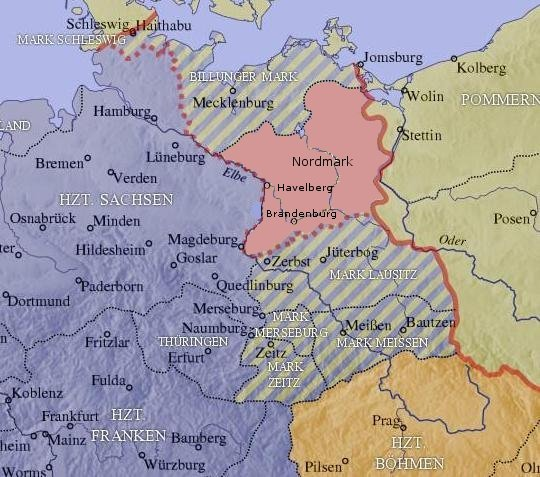
Die Teilung der „Sächsischen Ostmark“ nach 965: Nordmark, Mark Lausitz, Mark Meißen, Mark Merseburg und Mark Zeitz (räumliche Ausdehnung der Jahre 965 bis 983)

Die Sächsische Ostmark, auch Geromark, Elbmark oder Sorbenmark, oder auf Latein Marca Geronis, galt in geschichtswissenschaftlichen Hypothesen des 19. und 20. Jahrhunderts als ein von Elbslawen besiedeltes Gebiet östlich der mittleren Elbe und der Saale, das von 937 bis 965 von dem Markgrafen Gero im Auftrag Ottos I. erobert und verwaltet worden sei. Nach heutigem Forschungsstand hat eine derartige Markgrafschaft mit Gero als königlichem Amtswalter nicht existiert.
Ausgehend von verfassungsrechtlichen Thesen des Rechtshistorikers Georg Waitz erklärte die Geschichtswissenschaft im 19. und 20. Jahrhundert die staatliche Ordnung mittelalterlicher Reiche, indem die verfassungsrechtliche Situation des 19. Jahrhunderts auf das Mittelalter übertragen wurde. Danach verfügten Kaiser und Könige als unumschränkte Herrscher über einen Beamtenapparat aus ihnen untergeordneten, weisungsunterworfenen Grafen und Herzögen, die im königlichen Auftrag fest umrissene Gebiete verwalteten. Insbesondere die ottonischen Herrscher hätten die dem Reich vorgelagerten östlichen Grenzzonen ihres Reiches erobert und systematisch in Marken unterteilt. Anschließend seien diese Grenzgebiete der Verwaltung eines Markgrafen unterstellt worden, den der Herrscher mit besonderen militärischen Befugnissen ausgestattet hätte. Tatsächlich wird Gero in den ottonischen Königsurkunden aus der Zeit von 941 bis 953 mehrfach als Markgraf (marchio) bezeichnet. Er erhielt den Markgrafentitel jedoch ausschließlich als Zeichen einer sozialen Rangerhöhung innerhalb der Hierarchie des ostsächsischen Adels. Mit der Ernennung zum Markgrafen war weder die Übertragung eines Amtsgebietes noch die Verleihung von besonderen militärischen Befugnissen verbunden. Stattdessen beabsichtigte Otto I., auf diese Weise die Verringerung seiner Präsenz in Sachsen auszugleichen, dem Kerngebiet seiner Herrschaft. Dazu installierte er mit Gero einen seiner engsten Vertrauten als Mittelgewalt zwischen Adel und König, ohne dabei durch die Bestellung eines Herzogs eigene Befugnisse aufgeben zu müssen oder andere sächsische Adlige durch die Vergabe eines Herzogtitels zu brüskieren.
Widukind von Corvey berichtet in seiner Sachsengeschichte immer wieder von Kriegszügen Geros in das slawische Siedlungsgebiet östlich der mittleren Elbe und der Saale. Diese Nachrichten wurden dahingehend interpretiert, Gero gebiete als Markgraf über ein riesiges Territorium, das im Norden an Elde und Ucker oder wahlweise sogar an die Ostsee grenzte und sich im Osten entlang von Havel und Spree bis zur Oder ausdehnte, während es im Süden bis an das Herrschaftsgebiet der Böhmen reichte. Beweise für die Existenz eines solchen Markengebietes glaubte die Forschung in den beiden Gründungsurkunden der Bistümer Havelberg und Brandenburg gefunden zu haben, die von einer „Mark des Gero“ oder „Geromark“ sprechen. Außerdem ist bei Thietmar von Merseburg von Gero als marchio orientalis („östlicher Markgraf“) die Rede, woraus die moderne Geschichtswissenschaft den Namen „Sächsische Ostmark“ ableitete. Heute ist bekannt, dass es sich bei der Havelberger Gründungsurkunde um eine Fälschung handelt und die Brandenburger Urkunde zumindest verfälscht ist. Die Bezeichnung Geros bei Thietmar von Merseburg zwingt ebenfalls nicht dazu, eine Markgrafschaft Geros jenseits von Elbe und Saale anzunehmen, zumal keine Besitzungen Geros in den Slawengebieten bekannt sind. Stattdessen wird heute hervorgehoben, dass neben König Otto I. auch die böhmischen und polnischen Herrscher um die Vorherrschaft in dem politisch instabilen Gebiet zwischen Elbe und Oder wetteiferten. Insbesondere gegen böhmische Heere hatten die Sachsen nach Ottos I. Herrschaftsantritt empfindliche Niederlagen hinnehmen müssen. In den verbleibenden Gebieten setzte Gero den sächsischen Anspruch auf Anerkennung ihrer Oberherrschaft durch die gewaltsame Einziehung von Tributen durch.
Nach dem Tod Geros 965 soll Otto I. die „Sächsische Ostmark“ in die Nordmark, die Mark Lausitz, die Mark Meißen, die Mark Merseburg und die Mark Zeitz aufgeteilt haben. In der Gründungsurkunde des Erzbistums Magdeburg von 968 finden sich mit Wigbert, Gunther und Wigger I. drei zumeist einmalig als Markgrafen bezeichnete Grafen, die Otto I. ermahnt, die Rechte des Erzbistums zu achten. Später werden mit Hodo I. und Dietrich von Haldensleben weitere Grafen als Markgrafen bezeichnet. Ihnen allen versuchte die Forschung anhand von belegten oder erschlossenen Besitzungen in der vermeintlichen Mark Geros Markgrafschaften zuzuordnen und benannte diese nach den in der Magdeburger Gründungsurkunde erwähnten Suffraganbistümern Meißen, Merseburg und Zeitz, die Mark Lausitz nach dem Kerngebiet von Hodos Wirken und die Nordmark nach der relativen Lage des dann noch verbliebenen Gebietes der vermeintlichen „Sächsischen Ostmark“. In den zeitgenössischen Schriftquellen findet sich keiner der ausgedachten Namen wieder. 
Als marchia orientalis (Ostmark) wurde in den Salzburger Annalen zu 856 das bayerische Ostland bezeichnet. Im Jahre 1061 beschrieben die Annalen von Niederaltaich den Amtsbereich des Babenbergers Ernst des Tapferen als orientalis marcha Boiariae (Bayerische Ostmark).